# Penisola di Karaburun

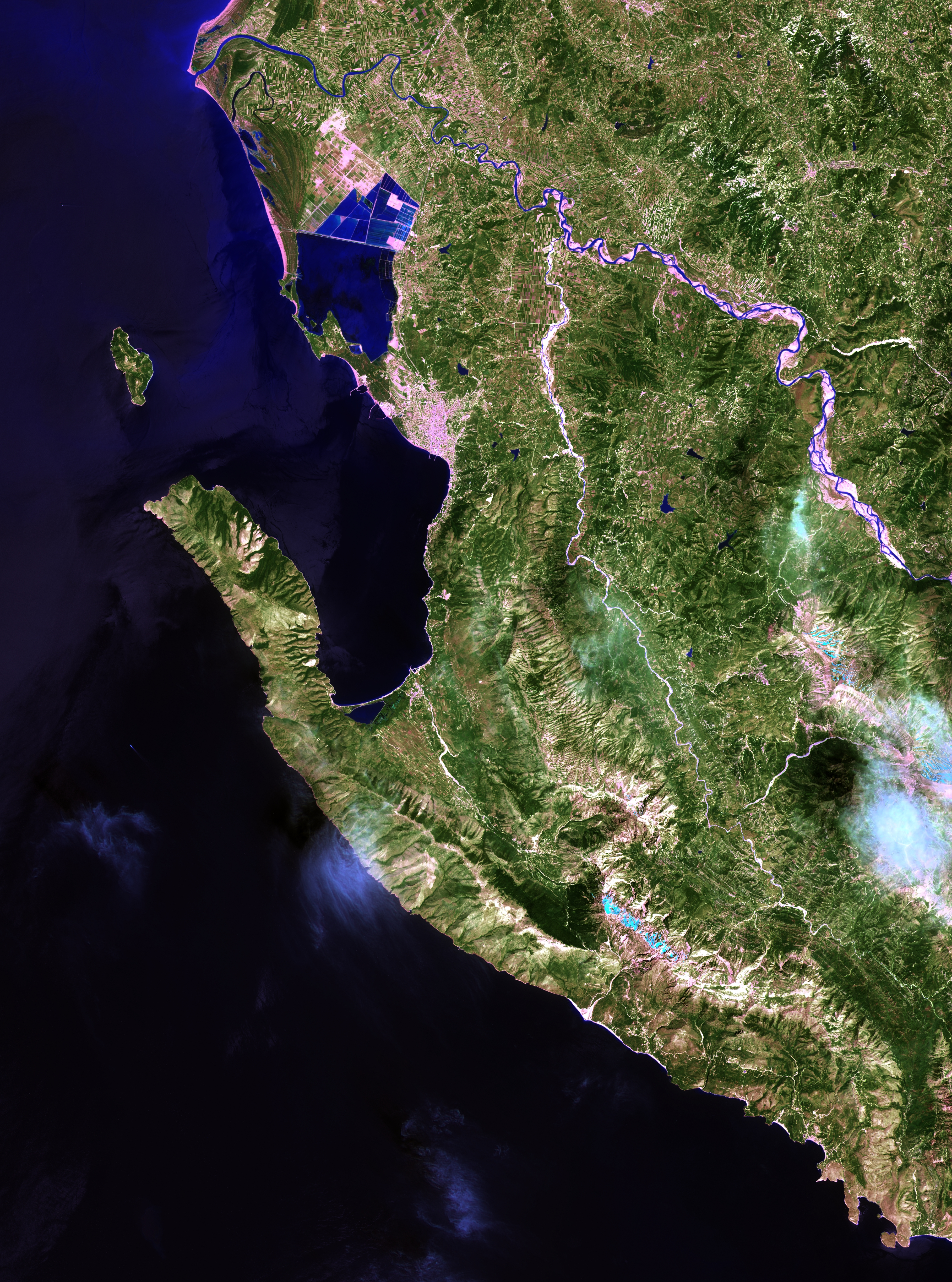
Veduta satellitare della penisola di Karaburun

La penisola di Karaburun o Caraburun (in albanese: Gadishulli i Karaburunit) è una penisola del mar Mediterraneo situata nell'Albania meridionale, quasi completamente circondata dal mare Adriatico a nord e dal mar Ionio a sud. 
Situata lungo la costa ionica dell'Albania, si affaccia sul canale d'Otranto, il tratto di mare che separa l'Albania dalla penisola salentina, estrema porzione dell'Italia sud-orientale. Il Canale di Mezokanal separa, invece, la sua parte più settentrionale, ovvero Capo Linguetta, dall'isola di Saseno, mentre nella zona sud-orientale si trova la baia di Valona.

## Geologia e clima
In termini di geologia, il Rrëza e il Kanalit rappresentano la prosecuzione dei Monti Acrocerauni, la catena montuosa più alta ed estesa tra quelle che corrono parallele al mar Ionio. Originatasi nel Mesozoico, tra il Cretacico e il Paleogene, la catena si estende da nord ovest a sud est, con una serie di cime lungo il suo corso irregolare, interrotto da ripide rupi. Le vette più elevate sono il Maja Çaderës, il Maja e Flamurit, il Maja e Koretës e il Maja e Ilqes.
La sezione occidentale della penisola comprende modesti rilievi ed è punteggiata di spiagge sabbiose, grotte marine, scogliere e numerose baie tra cui la baia di Haxhi Ali, il Kepi i Gjuhëzës, il Gjiri i Arushës, il Gjiri i Dafinës e il Gjiri i Gramës, dove attraccavano vascelli e navi durante l'antichità classica. Sulle ripide scogliere della baia, usate anche come cave di marmo, vi sono centinaia di iscrizioni che risalgono al IV secolo a.C..
Secondo la classificazione dei climi di Köppen la penisola ha un clima mediterraneo con estati calde e inverni miti o freschi. Il clima ideale e i paesaggi contrastanti situati verso il mare hanno favorito lo sviluppo di molti habitat che ospitano una fauna varia, comprendente alcune specie in via di estinzione, quali la tartaruga comune e la tartaruga verde, ma anche la foca monaca mediterranea, il più raro pinnipede del mondo.
Il territorio della penisola è classificato come riserva naturale, mentre la costa e le acque del mare fino a un miglio nautico dalla costa fanno parte dal 2010 del parco nazionale di Karaburun-Saseno.
La penisola appartiene all'isola di Saseno, che fa parte dell'unità tettonica Albanides, la quale forma il collegamento tra le cinture orogenetiche Dinarides ed Hellenides, che secondo alcuni studi derivano da est Queste formazioni, continuamente soggette al fenomeno del carsismo, sono state sfruttate dall'antichità come cave di marmo. Il diffuso carsismo determina l'assenza di acqua potabile e dunque l'assenza di popolazione sulla penisola. Malgrado la siccità, vi sono numerose fonti d'acqua che si immettono direttamente nel mare. L'evoluzione geologica ha portato alla formazione di capi come il Galloveci e il Kepi i Gjuhëzës, oltre a venti caverne lungo tutta la costa.

## Conservazione
La penisola, insieme alla baia di Valona e al Monte Çika è stata designata Important Bird and Biodiversity Area da BirdLife International, per via dei rapaci che vi nidificano.

## Galleria d'immagini

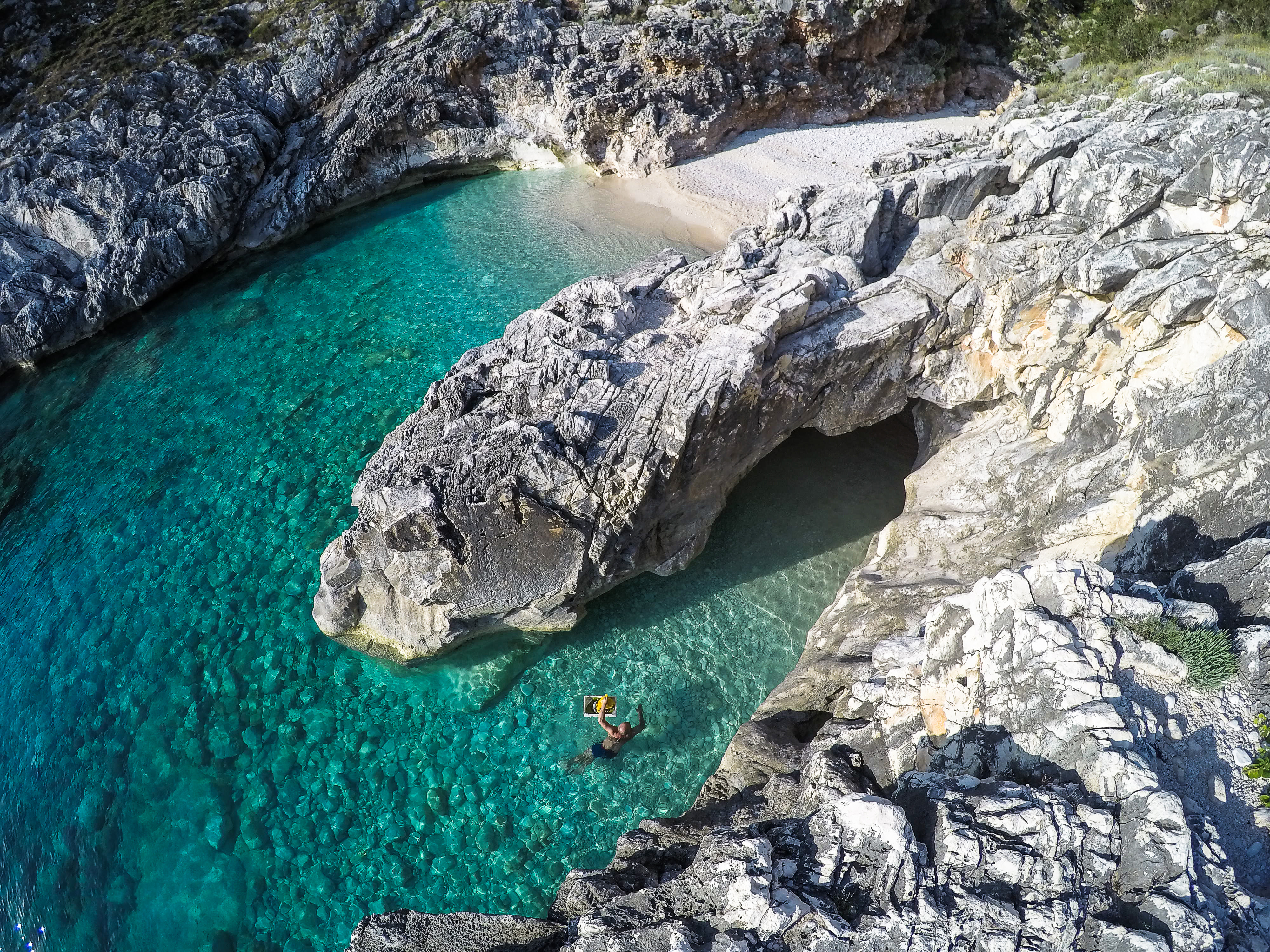
Gjiri i Skalomës
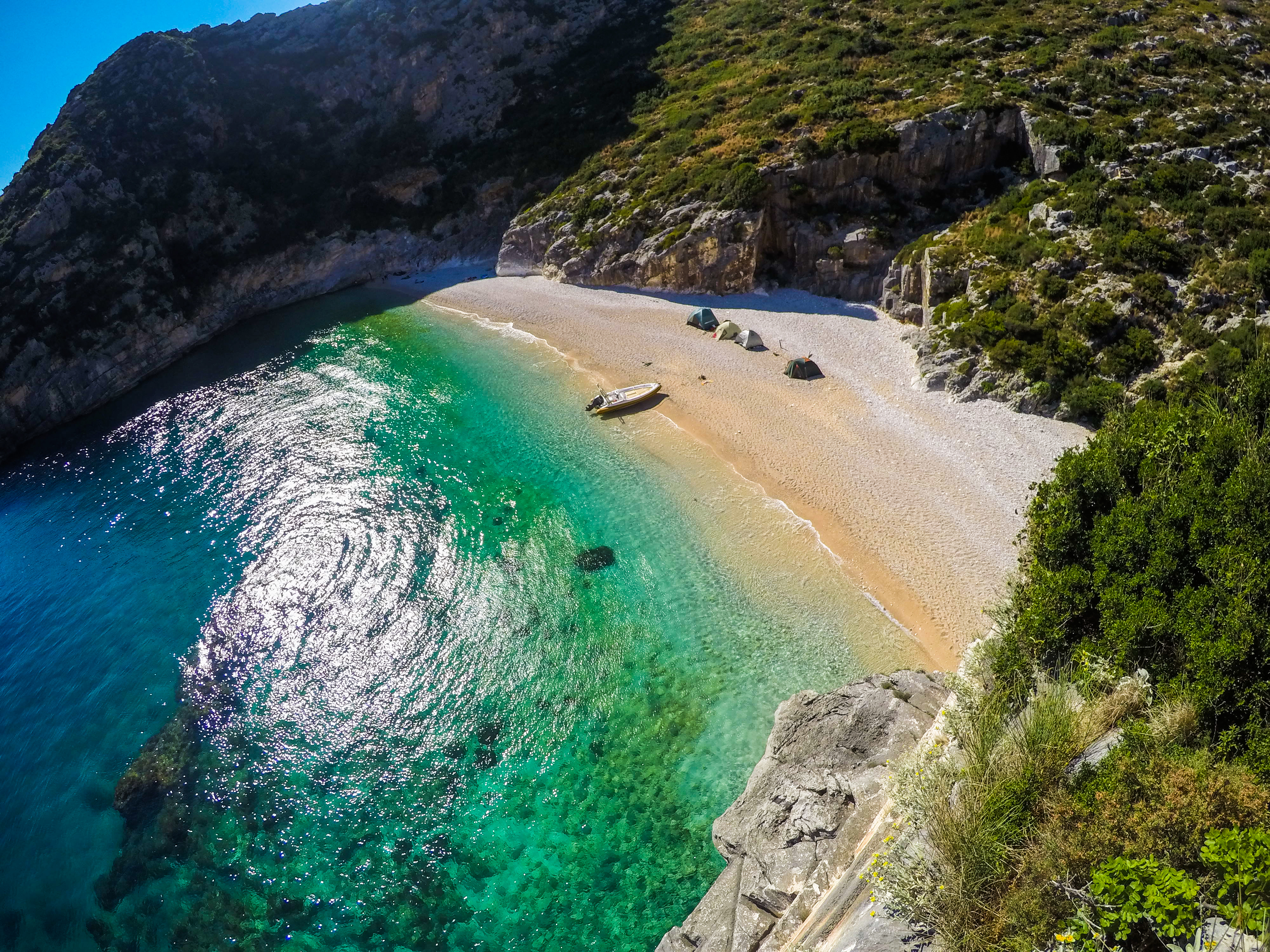
Gjiri i Gramës
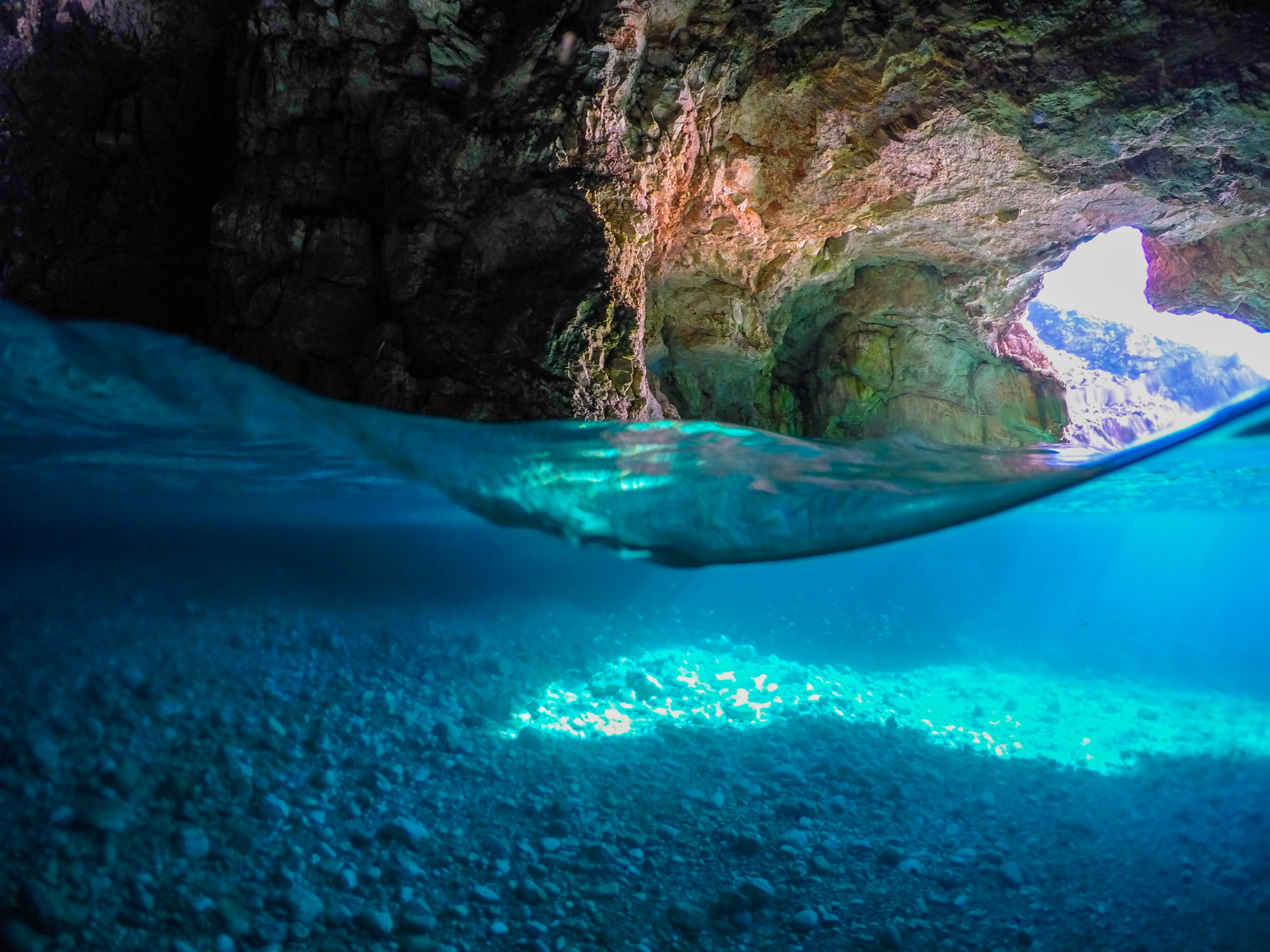
Shpella e Dafinës
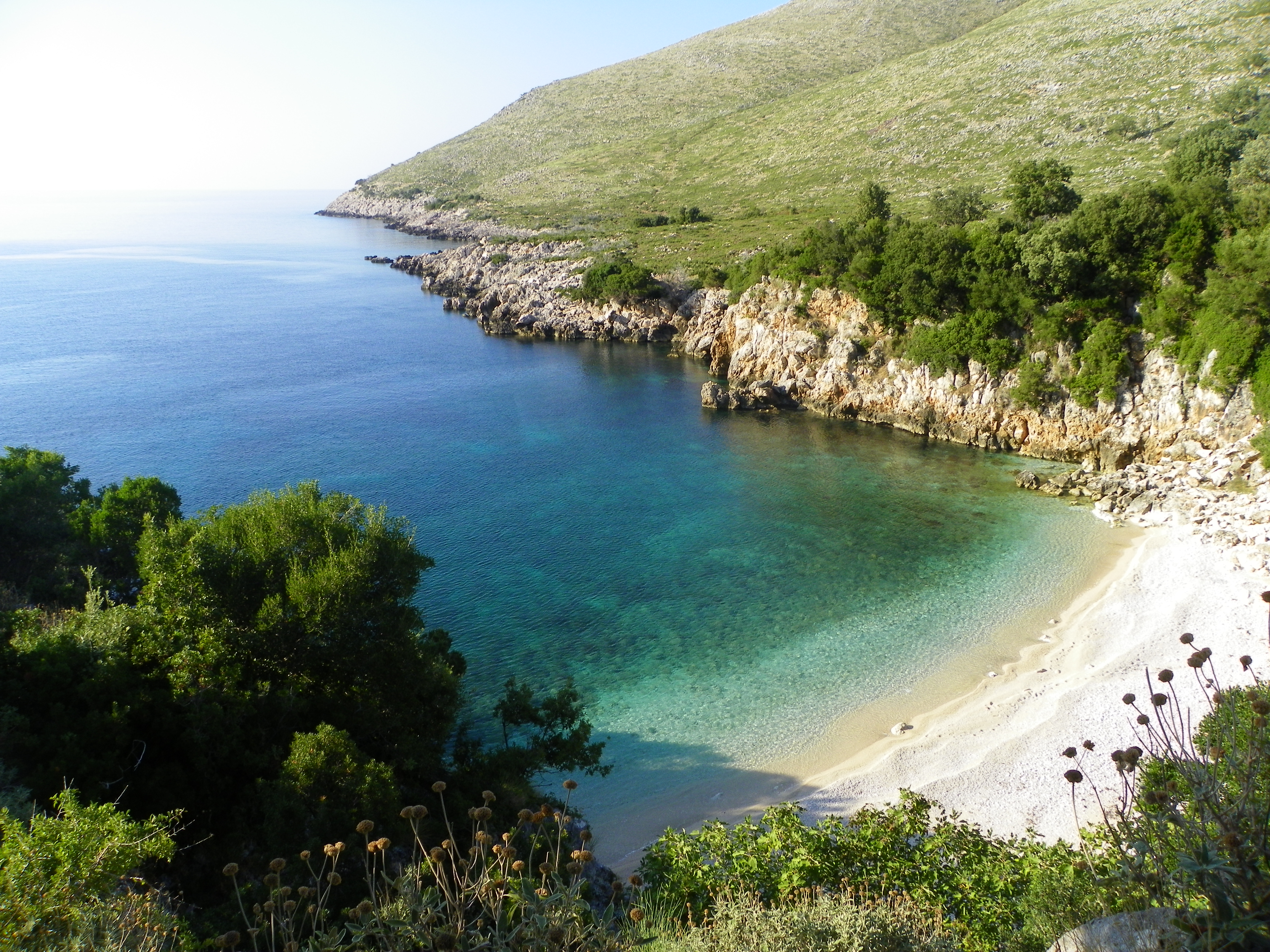
Gjiri i Ariut
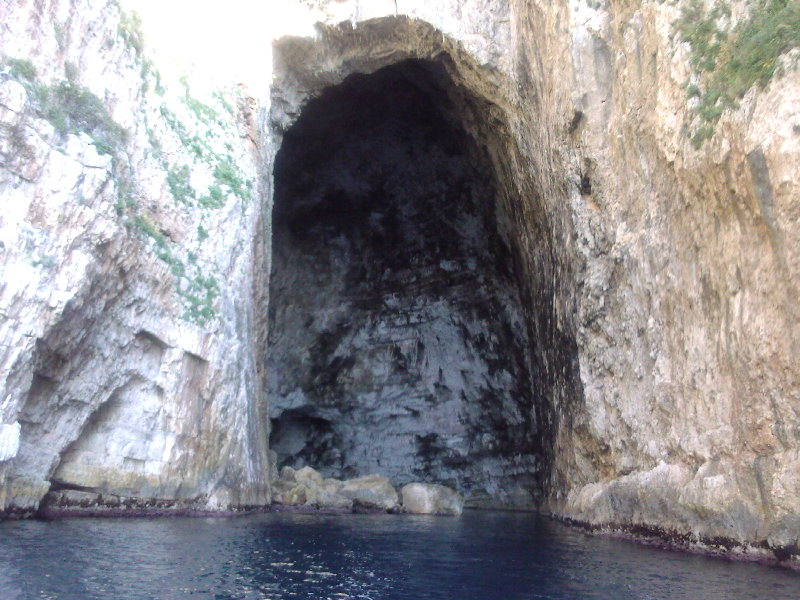
Shpella e Haxhi Aliut
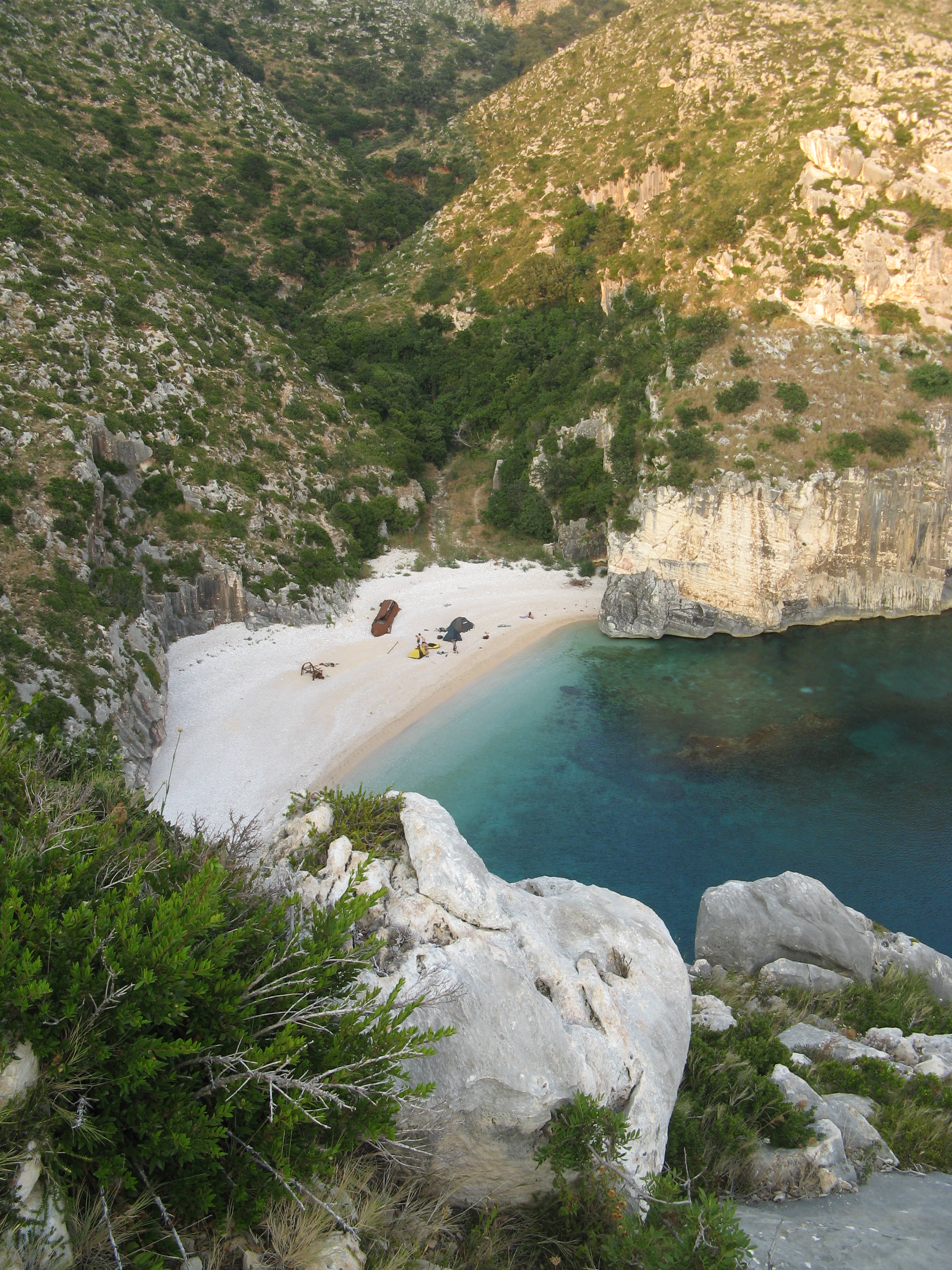
Gjiri i Gramës